# José Alencar
José Alencar Gomes da Silva ([ʒuˈzɛ ɐlẽˈkaʁ ˈɡõmiz dɐ ˈsiɫvɐ]; 17. října 1931 – 29. března 2011) byl brazilský podnikatel a politik. Jako podnikatel působil v textilním průmyslu a sám se vypracoval na multimilionáře. Sloužil jako viceprezident Brazílie v letech 2003 až 2010 pod prezidentem Ináciem Lulou da Silva.